# Řečice (zámek)
Řečice je zámek nacházející se v Javořické vrchovině ve vsi Řečice, části obce Volfířov, 8 km jihozápadně od Telče. Je to jednopatrová obdélníková budova s mansardovou střechou. Zámek je chráněn jako kulturní památka České republiky.
Zámek byl přestavěn roku 1730 z bývalé tvrze a dále rozšířen kolem roku 1800. V současné době je v soukromém vlastnictví.